# Холодное сердце (альбом)
«Холодное сердце» — дебютный студийный альбом российского рэпера Джигана, выпущенный 4 апреля 2012 года на лейбле Black Star Inc.
В записи первого сольного альбома приняли участие: Анна Седокова, Юлия Савичева, Теона Дольникова, Жанна Фриске, ARTIK, Сосо Павлиашвили, Тимати, Мулат, Дискотека Авария и Вика Крутая, над ремиксами работали DJ M.E.G. и N.E.R.A.K.

Джиган: 
Настоящие чувства и бескомпромиссные мысли, признания и откровения без купюр – это 15 треков из дневника моей жизни в дебютном альбоме “Холодное сердце”

## Синглы
Первый сингл «Холодное сердце», записанный при участии Анны Седоковой, был выпущен в 2010 году. Песня долгое время оставалась лидером цифровых продаж и вышла на первые места в главных музыкальных чартах.

В 2011 году вышел следующий хит Джигана «Отпусти», записанный совместно с Юлией Савичевой. Песня возглавила самые влиятельные чарты страны, среди которых хит-парады Хит FM, DFM и Свежего радио. В хит-параде Русского радио трек «Отпусти» становился четыре недели подряд лидером народного голосования.
Композиция стала лауреатом самых престижных музыкальных наград: премий Золотой граммофон и Песня года, также победила в номинации Fashion-дуэт на Fashion People Awards-2011. Видеоклип «Отпусти» собрал на Youtube более 10 млн просмотров , становился победителем в хит-парадах музыкальных каналов MTV, Муз-ТВ, RU.TV и MusicBox, не выходя из тройки лидеров несколько месяцев.

## Коммерческий успех
В чарте продаж альбом стартовал с восьмой строчки в Топ-25 российских альбомов.
По продажам за 2012 год альбом занял 24 место в Тоp-50.

## Список композиций
| №                   | Название                                                          | Текст песни                                | Музыка                                                | Длительность |
| ------------------- | ----------------------------------------------------------------- | ------------------------------------------ | ----------------------------------------------------- | ------------ |
| 1.                  | «Холодное сердце» (feat. Анна Седокова)                           | Денис Устименко                            | Евгений Минаков                                       | 3:51         |
| 2.                  | «Нас больше нет»                                                  | Д. Устименко, Артём Умрихин                | Дмитрий Макаренко, А. Умрихин                         | 3:22         |
| 3.                  | «Отпусти» (feat. Юлия Савичева)                                   | Д. Устименко, Тимур Юнусов, Борис Габараев | Роман Мясников, А. Умрихин                            | 3:18         |
| 4.                  | «Любимая»                                                         | Д. Устименко                               | Василий Васильев, Павел Мурашов                       | 2:46         |
| 5.                  | «Прогноз-Зима» (feat. Теона Дольникова)                           | Д. Устименко, Т. Дольникова                | Д. Макаренко, А. Умрихин                              | 3:35         |
| 6.                  | «О тебе» (feat. Artik)                                            | Д. Устименко, А. Умрихин                   | Р. Мясников, А. Умрихин                               | 3:15         |
| 7.                  | «Ты рядом» (feat. Жанна Фриске)                                   | Д. Устименко, Т. Юнусов, Б. Габараев       | Р. Мясников, А. Умрихин                               | 3:27         |
| 8.                  | «Поиграем в любовь»                                               | Д. Устименко                               | Р. Мясников, А. Умрихин                               | 3:17         |
| 9.                  | «Мои мысли» (feat. Мулат)                                         | Д. Устименко, Б. Габараев                  | Б. Габараев                                           | 3:56         |
| 10.                 | «Деньги» (feat. Сосо Павлиашвили)                                 | Д. Устименко, Т. Юнусов, П. Мурашов        | Т. Юнусов, П. Мурашов                                 | 4:07         |
| 11.                 | «Знай» (feat. Тимати)                                             | Д. Устименко                               | Дмитрий Лебедев                                       | 3:16         |
| 12.                 | «Тесно» (feat. Мулат)                                             | Д. Устименко, А. Умрихин                   | Р. Мясников, А. Умрихин                               | 3:05         |
| 13.                 | «Ночь на карнавале» (feat. «Дискотека Авария» & Вика Крутая)      | Д. Устименко, Алексей Рыжов                | А. Рыжов                                              | 3:43         |
| 14.                 | «Отпусти (remix by DJ M.E.G. & N.E.R.A.K.)» (feat. Юлия Савичева) | Д. Устименко, Т. Юнусов, Б. Габараев       | Р. Мясников, А. Умрихин, Эдуард Магаев, Карен Бикиров | 3:45         |
| 15.                 | «Ты рядом (remix by DJ M.E.G. & N.E.R.A.K.)» (feat. Жанна Фриске) | Д. Устименко, Т. Юнусов, Б. Габараев       | Р. Мясников, А. Умрихин, Э. Магаев, К. Бикиров        | 4:04         |
| Общая длительность: | Общая длительность:                                               | Общая длительность:                        | Общая длительность:                                   | 51:27        |

## Участники записи
- Бикиров К. (N.E.R.A.K.) — автор ремикса (14, 15)
- Васильев В. (Masta-Bass) — автор музыки (4)
- Габараев Б. (B.K.) — автор слов (3, 7, 9, 14, 15), автор музыки (9)
- «Дискотека Авария» — гостевой артист (13)
- Дольникова Т. — гостевой артист (5), автор слов (5)
- Ерин А. (Мулат) — гостевой артист (9, 12)
- Крутая В. — гостевой артист (13)
- Лебедев Д. — автор музыки (11)
- Магаев Э. (DJ M.E.G.) — автор ремикса (14, 15)
- Макаренко Д. — автор музыки (2, 5)
- Минаков Е. — автор музыки (1)
- Мурашов П. — автор слов (10), автор музыки (4, 10)
- Мясников Р. (Bestseller) — автор музыки (3, 6, 7, 8, 12, 14, 15)
- Павлиашвили С. — гостевой артист (10)
- Рыжов А. («Дискотека Авария») — автор слов (13), автор музыки (13)
- Савичева Ю. — гостевой артист (3, 14)
- Седокова А. — гостевой артист (1)
- Устименко Д. (Джиган) — артист альбома, автор слов
- Умрихин А. (ARTIK) — гостевой артист (6), автор слов (2, 6, 12), автор музыки (2, 3, 5, 6, 7, 8, 12, 14, 15)
- Фриске Ж. — гостевой артист (7, 15)
- Юнусов Т. (Тимати) — гостевой артист (11), автор слов (3, 7, 10, 14, 15), автор музыки (10)

## Чарты
| Страна             | Высшая позиция |
| ------------------ | -------------- |
| Россия Топ 25      | 8              |
| Россия Топ-50 2012 | 24             |

## История релиза
| Страна | Дата          | Формат               | Лейбл                           |
| ------ | ------------- | -------------------- | ------------------------------- |
| Россия | 4 апреля 2012 | CD                   | Black Star Inc., Студия Монолит |
| Россия | 4 апреля 2012 | цифровая дистрибуция | Black Star Inc.                 |